# بيت بيريز للسلام والابتكار

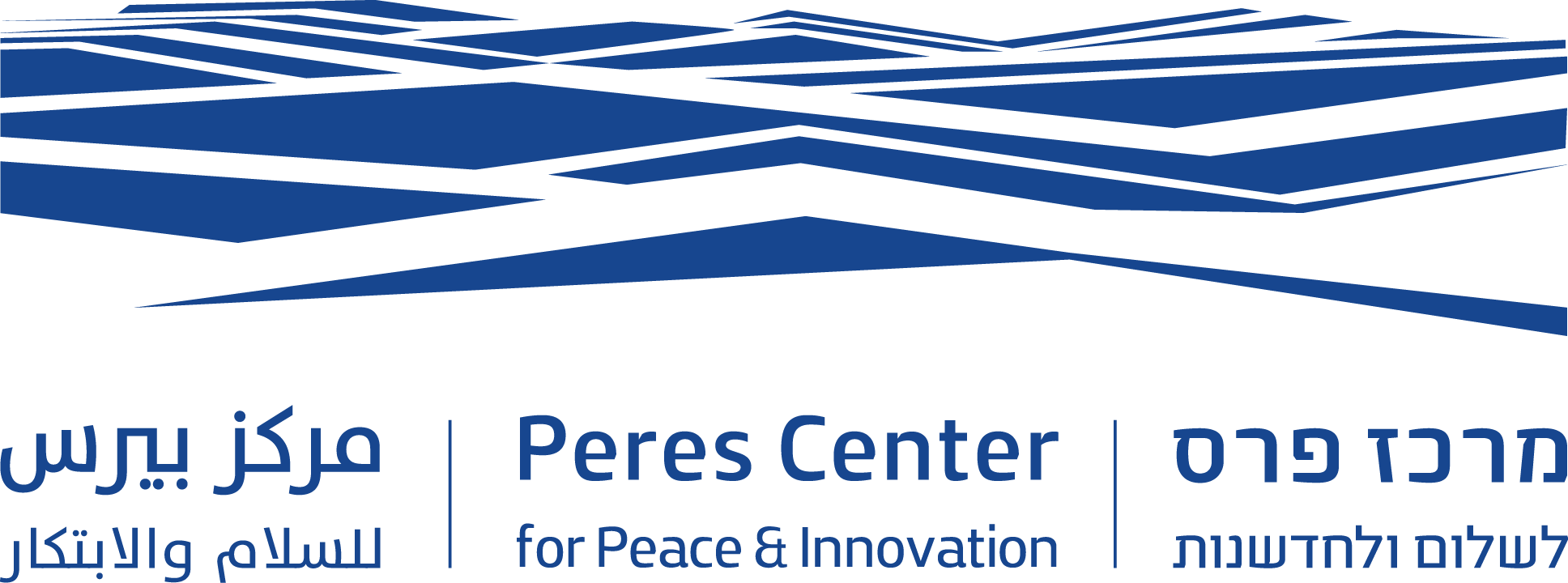

مركز بيريز للسلام والابتكار (بالعبرية: מרכז פרס לשלום ולחדשנות; بحلول منتصف عام 2016 تعمل تحت الاسم «مركز بيريز للسلام») وقد أُسس في عام 1996 وتعمل بوصفها «غير ربحية، مستقلة، وغير سياسية، وهدفها لتعزيز السلام والتقدم الدائم في الشرق الأوسط من خلال تعزيز التسامح والتعاون والرعاية الاجتماعية والتنمية الاقتصادية والتكنولوجية - كل وفقا لرؤية الرئيس شمعون بيريز.»

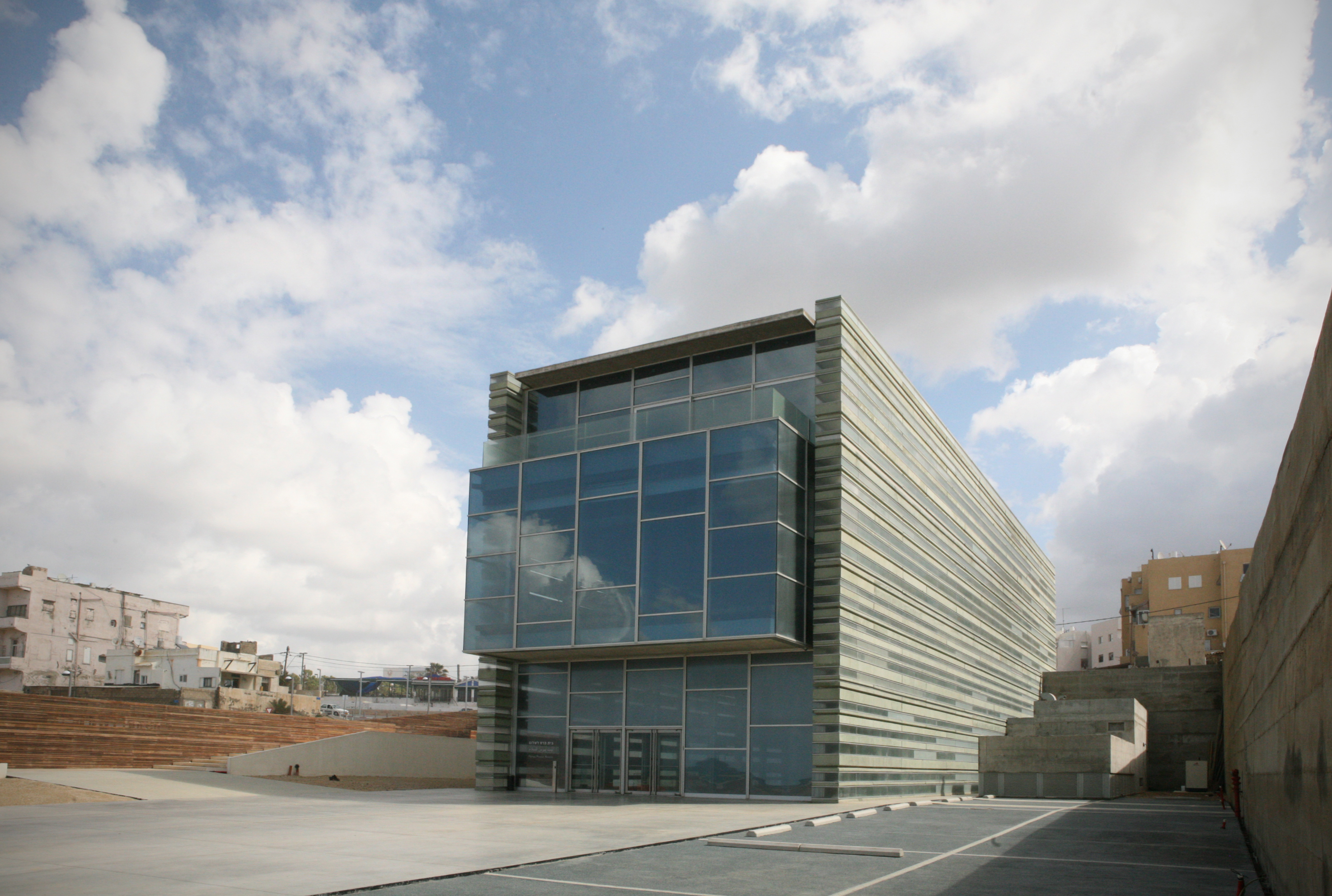
بناء مركز بيريز للسلام والابتكار في يافا

## عن المركز
عن المركزبعد أن خسر بيريز انتخابات عام 1996، التفت إلى أوري سافير بفكرة إنشاء مركز لتعزيز عملية السلام. لقد صاغوا الرؤية للمركزمع عدد من الشخصيات العامة والناشطين، وفي نهاية عام 1996 أنشأ «مركز بيريز للسلام» كدولة مستقلة، غير - حزبية، غير - الحكومية، التي تعرف بأنها غير هادفة للربح. تم افتتاح المركز رسمياً في نهاية عام 1997 في أول مؤتمر لمجلس المحافظين الدولي.
في عام 2003 حجر الزاوية زرع حفل المبنى الجديد للمركز في حي «جفعات علية» في يافا. كان الأرض الذي شيد المبنى جزء من مستشفى حكومي في مدينة يافا، التي كانت مغلقة في 80s. تم تصميم المبنى من قبل المهندس المعماري الإيطالي ماسيميليانو فوكسس. تم بناء مبنى جديد على قطعة أرض مطلة على البحر، ومساحتها حوالي 2500 متر مربع وخمسة طوابق. المبنى بمثابة مكاتب إدارة المركز وغرف ورش العمل وقاعة، ومركز المعلومات ومركز الزوار. حول بناء هناك«حديقة السلام»، حديقة عامة مفتوحة والتي تأتي على طول الساحل.
مدير المركز هي إفرات دوفدفني، والرئيس الفخري هو أوري سافير. شمعون بيريز خدم كرئيس فخري حتى وفاته في عام 2016.

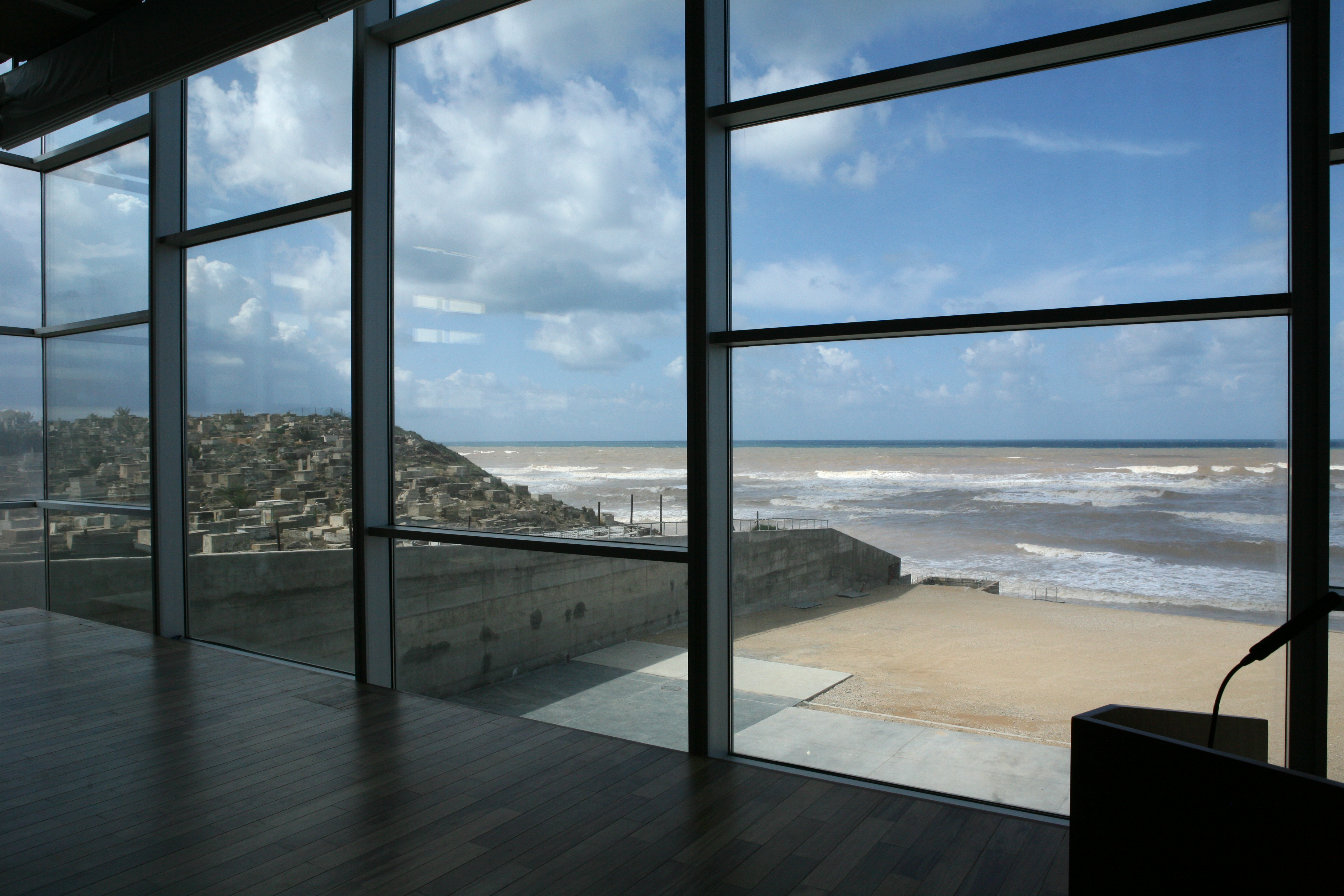
منظر البحر من قاعة مركز بيرس وشواهد القبور للمسلمين بجوار المبنى إلى الجنوب

## فعاليات
يدير المركز العديد من المشاريع في مجالات مختلفة مثل: التكنولوجيا، الأعمال التجارية، الزراعة، الرياضة، التعليم، الطب، وأكثر من ذلك. تتناول برامج المركز مجموعة واسعة من المشاركين - اليهود والعرب، والإسرائيليين والفلسطينيين، والأطفال والشباب، الصغار والكبار، الرجال والنساء.
في مجال التربية من أجل السلام وقد وضعت المركز وبفضل التعليمية الخاصة تجمع بين الأدوات المختلفة التي تسمح للشباب من جميع أنحاء الشرق الأوسط، للمشاركة في الإجراءات التي تساعدهم على التعامل مع العقبات التي تقف بينهما، للسماح للحوار مرئيا في بيئة آمنة، وتزويدهم بالأدوات مهمة بالنسبة لهم كقادة للمستقبل.
في مجال الطب، المعرفة الطبية واسعة النطاق وجدت في إسرائيل، لمساعدة النظام الصحي الفلسطيني لتطوير نظام مستقل والمهنية التي توفر استجابة مناسبة لاحتياجات الطبية للمجتمع الفلسطيني. بالإضافة إلى ذلك، يقدم المركز استجابة للاحتياجات الإنسانية للأطفال الفلسطينيين الذين يحتاجون إلى علاجات منقذة للحياة غير متوفرة لهم في النظام الصحي الفلسطيني.
يبحث المركز إلى التعاون الاقتصادي الإقليمي، لتعزيز الأسواق وتعزيز العلاقات الودية عبر - الحدود. هذا التعاون محفوف السبل العملية لبناء علاقات وبين المهنية - الشخصية بين الموظفين الرئيسيين العاملين في مناطق الصراع. إلى جانب التعاون الاقتصادي، هناك ورش عمل لبناء القدرات والتطوير المهني للعلاقات التجارية والبيئة.
في عام 2016 اليونسكو قررت التوقيع على اتفاقية تعاون مع المركز. اليونسكو اعتماد عدد من المشاريع للمركز في مجال التربية من أجل السلام، وللترويج التعايش بين الإسرائيليين والفلسطينيين. ويتضمن اتفاق التعاون المكثف بين المنظمتين، وتبادل المعلومات، وتدريب الموظفين والتدريب. في حفل التوقيع، حصل بيريز على تمثال «شجرة السلام» كتقييم لمساهمته.

## مجالات النشاط

### تعليم السلام
- مشروع كرة القدم «مدرسة تأوميم للسلام وللرياضة» بالمركزأنشئت مع التفاهم أن كرة القدم تُمكّن اللاعبين والمشاهدين من جميع أنحاء العالم من الانضمام إلى بعضهم البعض وتبادل حبهم للعبة أو مجموعة أو تجربة دون حواجز أو حدود للغة أو الدين أو الجنسية. يجمع المشروع الأطفال اليهود والعرب الذين تتراوح أعمارهم بين 8 و 12 سنة من مجتمعات مختلفة في إسرائيل والسلطة الفلسطينية. يسمح المشروع الأطفال على المشاركة في التعليم وفي الرياضة، التي تطور قدراتهم البدنية والسلامة الشخصية وتقديمهم للقاء مع الآخر. كل عام يشارك حوالي 1500 طفل من حوالي 20 مدرسة في المدن الإسرائيلية والسلطة الفلسطينية في المشروع. يعمل المشروع على مدار العام الدراسي، ومناسبة لأي مجموعة عربية مجموعة يهودية التوأمة. خلال المشروع، يشارك الأطفال في التدريب في مجتمعاتهم المحلية، ويتعلمون لغة «الآخر» ويلتقون مرة كل شهر مع مدرستهم التوأم للقيام بأنشطة مشتركة، ويلعبون فيها في مجموعات مختلطة، اليهود والعرب.
- في نهاية كل عام، تعقد مباراة «كأس العالم للسلام»[4] في المركز في وجود شمعون بيريز، ويهدف إلى زيادة الوعي الرياضة كأداة لتعزيز السلام. البطولة تجري بمشاركة سفراء ورؤساء البلديات، وأفضل لاعبي كرة القدم في الدوري الممتاز والأطفال الذين شاركوا في المشروع.
- مشروع «جسور للسلام» هو مشروع عبارة عن الابتكار التكنولوجي تم تطويره للشباب الذين تتراوح أعمارهم بين 15-16، لتطوير الاتصالات مع «الآخر» وكسر الحواجز، وذلك باستخدام منصة التي تواجههم في لغتهم الخاصة. وُلد المشروع بالتعاون مع جوجل-إسرائيل واورط إسرائيل ويعمل من خلال منصة «جوجل خروجات». ينقسم المشروع إلى قسمين: في الجزء الأول، يتعرف الأطفال على بعضهم البعض ويلتقون بعضهم البعض لأول مرة عبر الكمبيوتر. في الجزء الثاني، يذهب الأطفال إلى اجتماعات وجهاً لوجه، وهو أسهل وأكثر ملاءمة بعد التعارف الأولي مع الكمبيوتر.
- مشروع «عين اتصال للشباب» هو مشروع التصوير الذي يربط الشباب الإسرائيليين والعرب واليهود، الذين تتراوح أعمارهم بين 15-16، وذلك باستخدام التصوير الفوتوغرافي والشبكات الاجتماعية كأداة للتواصل. يتعرض المشاركون لمحتويات التعليم من أجل التسامح والتعايش من خلال دراسة مهارات التصوير الفوتوغرافي. يعمل الشباب على مشاريع شخصية خلال العام، بتوجيه من المصورين الصحفيين الرائدين، مع تطبيق الأدوات التي تم تعلمها خلال ورش العمل. يتم تقديم المشاريع الشخصية في نهاية المعرض، وتركز على الطريقة التي ينظر بها المشاركون لأنفسهم كجزء من البيئة.
- المشروع «يلا - القيادات الشابة» يجعل استخدام الشبكات الاجتماعية بشكل عام وفيسبوك على وجه الخصوص، وذلك بهدف جمع الشباب من مختلف أنحاء الشرق الأوسط في الأنشطة المتنوعة وعبر الحدود. اعتبارا من 2016، أكثر من 900 ألف شاب من مختلف أنحاء الشرق الأوسط (إسرائيل، السلطة الفلسطينية، مصر، الأردن، لبنان، تونس، الجزائر، ليبيا، العراق، تركيا، السعودية، وما إلى ذلك) المشاركة في أنشطة المشروع من خلال شبكة الفيسبوك.

### الطب في خدمة السلام
- المركز يعمل على مستويين في المجال الطبي. مشروع «الأطباء التدريب» تعمل على تعزيز النظام الصحي الفلسطيني وقدرته على التعامل مع مجموعة متنوعة من الحالات الطبية. مشروع «إنقاذ الأطفال» يعمل على توفير الرعاية للأطفال الفلسطينيين، الذين يعانون من أمراض تهدد حياتهم، والتي تتطلب علاجات معقدة لا يوجد فيها علاج طبي في النظام الصحي الفلسطيني. وبهذه الطريقة، يمكن للمركز توفير الرعاية الطبية اللازمة المنقذة للحياة للأطفال، وفي الوقت نفسه يعمل على تعزيز التعاون الطبي مع النظام الصحي الفلسطيني.
  - مشروع «تدريب الأطباء» يسمح العاملين في المجال الطبي المختارة لتلقي التدريب المهني في مختلف المجالات، عندما يتم دمجهم كمتدربين في مستشفيات مختلفة في إسرائيل. أثناء التدريب، ينتقل الأطباء والموظفون الطبيون الفلسطينيون إلى إسرائيل. يتعلمون اللغة العبرية كأداة لكسر حاجز اللغة ومعالجة الجرحى والمرضى الإسرائيليين. وبهذه الطريقة، لا يوفر المشروع للأطباء والموظفين أدوات مهمة فحسب، بل يبني روابط شخصية وتعاونًا بين الفلسطينيين والإسرائيليين. تستغرق العملية التدريبية خمس سنوات، وبعدها يعود الأطباء إلى مكان إقامتهم ويقودون النظام الصحي الفلسطيني.
  - مشروع «إنقاذ الأطفال» هو مشروع إنساني يعمل على إنقاذ حياة الأطفال الذين يعانون من أمراض تهدد حياتهم ويتطلب علاجات معقدة. يقوم النظام الصحي الفلسطيني بإحالة الحالات العاجلة إلى المركز، ويقوم المركز بتحديد الأطباء المناسبين ويوجه الحالات إلى المستشفيات والأقسام المختصة في إسرائيل. وفي الوقت نفسه، يعقد المركز مشاورات عاجلة مع مديري الإدارات المتخصصة في الحالات التي يكون من الضروري فيها إنقاذ حياة الأطفال في الوقت الحقيقي.

### الأعمال والبيئة
مركز بيريز للسلام يقول أن التعاون الاقتصادي الإقليمي لديه القدرة على تعزيز الأسواق في حين أن زراعة العلاقات الودية عبر - الحدود. هذا التعاون محفوف السبل العملية لبناء علاقات وبين المهنية - الشخصية بين الموظفين الرئيسيين العاملين في مناطق الصراع. تمثل الظروف البيئية والتحديات الزراعية المشتركة بين دول الشرق الأوسط هم أساسًا للتعاون بين الدول المجاورة والبحث المشترك الذي يهدف إلى تحسين الإنتاجية وتعزيز حماية البيئة وتحسين جودة المياه.
مشروع «معنطق»، التي تأسست في عام 2011 من قبل الرئيس التنفيذي لشركة سيسكو جون تشيمبرز، وشمعون بيريز، خلقت بالتعاون مع أكثر من خمسين شركات تقنية عالية في إسرائيل، بما في ذلك إنتل إسرائيل، مايكروسوفت وجوجل إسرائيل وأكثر. الهدف من المشروع هو جذب أكثر من 10000 مهندس عربي في صناعة التكنولوجيا الفائقة الإسرائيلية في غضون ثلاث سنوات. تم إنشاء هذا المشروع بسبب الرغبة في فهم الاحتياجات والصعوبات في سوق التكنولوجيا الفائقة وتعزيز فرص العمل المتساوية للعرب الإسرائيليين في القوى العاملة التكنولوجية في إسرائيل.
مشروع «الغاز الحيوي» هي نتيجة للحاجة إلى توفير الغاز للمناطق النائية التي منفصلة عن اللوازم الأساسية. نتيجة لنقص الغاز، يضطر السكان إلى استخدام طرق عفا عليها الزمن وتهدد حياتهم لأداء المهام الأساسية مثل الطهي أو التخلص من القمامة. مشروع «الغاز الحيوي» يوفر الغاز في صهاريج خاصة يمكن تفكيكها ونقلها بسهولة. تتكون الناقلات من متطوعين يهود وعرب، إسرائيليين وفلسطينيين على السواء، في أحياء بالضفة الغربية. المشروع ليس فقط يوفر الوقود إلى المناطق النائية، ولكن أيضا يساهم في البيئة من خلال التوقف عن الأساليب القديمة، مثل إشعال النار.

### مركز الابتكار الإسرائيلي
في يونيو 2016، أعلن مركز بيريز للسلام عن إنشاء مركز إسرائيل للابتكار. سيقدم المركز تاريخ التكنولوجيا في إسرائيل، وهي دولة تفتقر إلى الموارد الطبيعية، والتي أصبحت دولة رائدة في مجال التكنولوجيا والاختراعات.
تم إطلاق المركز المبتكر في إسرائيل في أكتوبر 2018، وهو مفتوح للجمهور اعتبارًا من فبراير 2019.

## وصلات خارجية
- الموقع لمركز بيريز للسلام والابتكار